# Centro de interpretación de la Vida Rural de Castilla y León
El centro de interpretación de la Vida Rural de Castilla y León, también conocido como Museo de los Aperos, es un espacio museístico que, situado en La Santa Espina, ha sido creado para rememorar, recuperar y conservar la cultura rural original de Castilla y León, España.

## Localización
El centro se encuentra situado intramuros del recinto monacal denominado monasterio de Santa María en la localidad vallisoletana de La Santa Espina. A ella se puede acceder:
- Desde la autovía Burgos-Valladolid: Salida 125. Carretera León (cambio en La Mudarra).
- Desde la autovía Madrid-La Coruña: Salida 209. Carretera de San Cebrián de Mazote-La Santa Espina.

## Orígenes
El centro inició su funcionamiento desde la firma el once de junio de 2003 de un convenio marco de colaboración entre la Consejería de Agricultura y Ganadería de la Junta de Castilla y León, la Fundación Santa Espina, y la Asociación Aperos de Ayer, para la realización de actuaciones específicas destinadas al conocimiento e interpretación de la vida rural en Castilla y León. El centro es por tanto una iniciativa para la recuperación de la memoria rural, surgido tras la suma de voluntades de las instituciones y entidades firmantes del Convenio.
No obstante lo anterior, los comienzos remontan a los primeros años de la década de los noventa, con la creación de la Asociación Aperos de Ayer, el ofrecimiento de la Fundación Santa Espina para el almacenamiento y exhibición de su colección de aperos y, por último, el apoyo de la Junta de Castilla y León.